# Árpád (keresztnév)
Az Árpád régi magyar férfinév, az árpa szó -d kicsinyítőképzős származéka.  A -d képző a valamiben bővelkedőt is jelenti, így jelentése azonos lehet 'árpás-árpácska' jelentésével.[forrás?] Női párja az Árpádina.

## Gyakorisága
A nevet a 19. században újították fel Árpád fejedelem tiszteletére. 1967-ben a 27. leggyakoribb férfinév volt, a 80-as években visszaesett a 41. helyre. 
Az 1990-es években ritkán fordult elő, a 2000-es években a 77-100. leggyakoribb férfinév volt, de 2011 óta nem szerepel a 100 leggyakoribb férfinév között.

## Névnapok
- január 5.[2]
- március 31.[2]
- április 7.[2]
- december 11.[2]

## Híres Árpádok
„Árpád” utónevű személyek szócikkeinek listája a Wikidata alapján

## Egyéb Árpádok

### Földrajzi névként
- Nagyárpád 1965-ben Pécshez csatolt településrész
- Árpádhalom Szentestől keletre lévő helység
- Árpád-vár hegy a Visegrádi-hegységben
- Árpád település Romániában
- Árpád híd Budapesten
- Árpád híd Ráckevén

### Egyéb
- Árpád-kor: a honfoglalás korának neve
- Árpád-ház: a magyar királyi ház neve
- árpádsáv, nemzeti jelkép